# Černá Madona

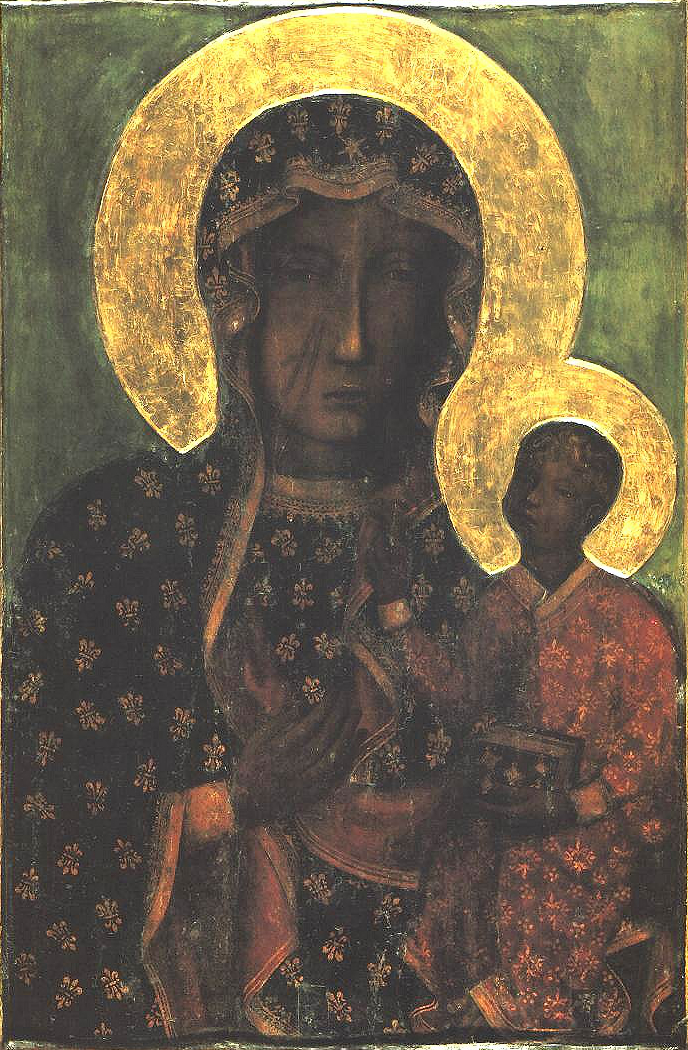
Černá Madona čenstochovská (15. století, Čenstochová, Polsko)

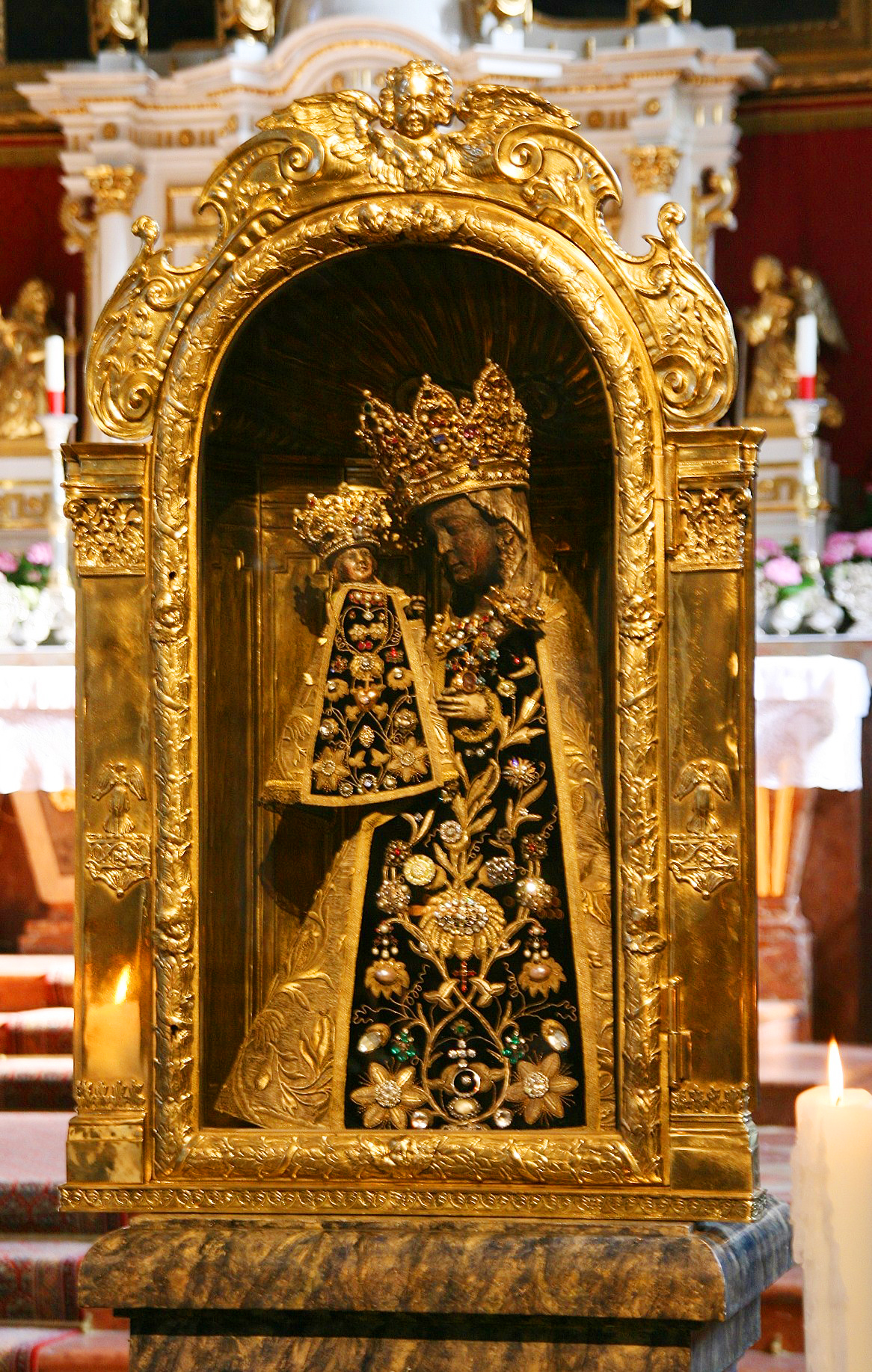
Černá Madona z Altöttingu, Bavorsko

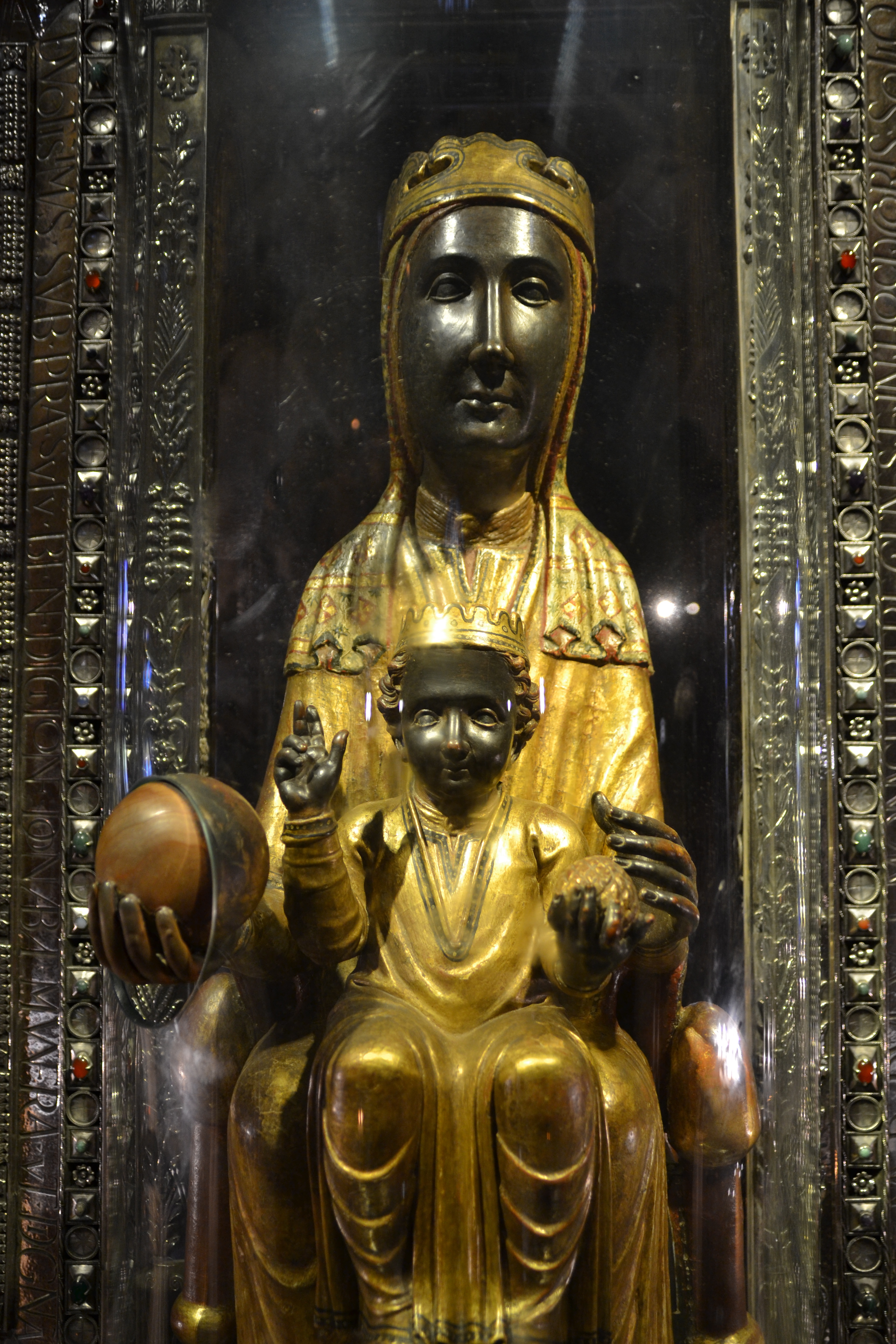
Černá Madona z Kláštera Montserrat,Katalánsko

Černá Madona je označení obrazu nebo sochy Madony (Panny Marie) v náboženském umění mariánské úcty, jejíž tvář je tmavá nebo černá. Tmavá barva obrazu může být způsobena černým nátěrem nebo použitím černého dřeva (ebenu) či kamene. U soch s původně pozlaceným nebo postříbřeným povrchem zčernání způsobuje chemická koroze stříbra, u inkarnátu zase rtuť obsažená v bělobě. 
V některých zemích Afriky, Indie, jihovýchodní Asie a Latinské Ameriky, například v Brazílii, má hnědé až černé zbarvení pleti Madon souvislost s barvou pleti místního obyvatelstva.

## Teorie o původu

### Píseň písní
Možné zdůvodnění černé barvy můžeme hledat v biblické Písně písní: „Jsem černá, ale krásná“ (P.p. 1,5). Odpovídající pasáž ve Vulgátě zní: „Nigra sum sed formosa“. Tento citát je možné nalézt jako nápis na některých vyobrazeních Černých Madon, přičemž není zcela jasné, zda nápis nebyl připsán až později. V řecké Septuagintě toto místo zní: „,melaina eimi ego kai kale“, což je možné přeložit jako „jsemť černá, ale milostná“  (Černá jsem, a přece půvabná, nebo Snědá jsem, a jsem líbezná). O záměně spojky "a" za "ale" v minulosti diskutovalo mnoho učenců. V hebrejském textu je spojka we, která stejně jako řecké kai může být přeložena jako „a“ nebo také jako „ale (přesto)“. V křesťanské exegezi je tato pasáž dávána do souvislosti s duší coby Boží nevěsty, tedy Panny Marie.

### Napodobování starých obrazů
Od 17. století lze v jezuitské literatuře nalézat racionalistická zdůvodnění, že temná barva inkarnátů má napodobovat povrch starých obrazů, které zčernaly stářím a dýmem svíček. Není ale jasné, proč by měly být záměrně ztmaveny jen inkarnáty a ne celá deska obrazu.

### Alchymistický příznak utrpení
Ve středověké alchymii bylo ztmavnutí nebo černota (nigredo) bráno jako příznak utrpení. Různé způsoby symbolického zobrazení velikosti utrpení Ježíše i Panny Marie byly zvláště ve 14. a 15. století velmi oblíbené. S alchymistickými výklady ovšem nebyli obeznámeni běžní lidé, a tak by motiv tzv. černých Madon jakožto trpících Madon byl srozumitelný jen úzkému okruhu vzdělanců.

## Černé Madony v Evropě
Mezi nejstarší a nejslavnější Černé Madony, které jsou od středověku uctívány jako zázračné a jsou cílem mnoha poutí, patří polský deskový obraz Madony v Čenstochové, soška stojící Černé Madony s Ježíškem z Milostné kaple v Altöttingu a socha trůnící Černé madony s Ježíškem na hoře Montserrat ve Španělsku a její kopie (mj. v Emauzích v Praze. Další skupina Černých Madon je rozšířená v Loretánských kaplích.

## Černé Madony v Česku

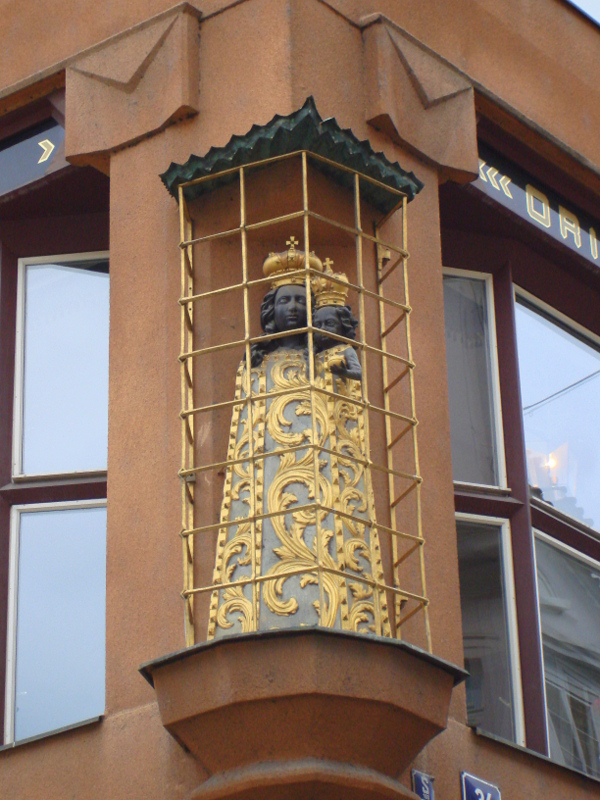
Dům u Černé Matky Boží v Praze

- socha Černé Madony na nároží kubistického domu U Černé Matky Boží v Celetné ulici v Praze je domovním znamením a orientačním bodem, nikoliv poutním objektem.
- Obraz Madony Svatotomské v Brně je jedním z obrazů Panny Marie, které údajně namaloval evangelista Lukáš, poprvé je zmíněn v roce 1373. Král Karel IV. ho v roce 1356 předal svému bratrovi markraběti Janu Jindřichovi, který jej daroval brněnským augustiniánům.
- socha Černé Madony na Svaté Hoře (klášter Svatá Hora) u Příbrami.
- Černá Panna Maria Loretánská: 
  - v Loretě na Hradčanech
  - v Loretánské kapli v Rumburku
  - v kostele svatého Václava v Mikulově, řezaná z cedrového dřeva, po požáru mikulovské Lorety byla přenesena na současné místo.
  - v klášteře Hájek u Červeného Újezda, okres Praha-západ
  - v Boru u Tachova
  - v Brně u františkánů, v Ostrově u Karlových Varů (u piaristů, dříve v kostele, nyní  v muzejní expozici) a v dalších Loretách.